# محافظة عيون الجواء
محافظة عيون الجواء، محافظة سعودية تقع في الشمال الغربي من منطقة القصيم على بعد حوالي ثلاثين كيلومتر عن بريدة. ومحافظة عيون الجواء قديمة الاستيطان فهي المنطقة التي استوطنتها قبيلة عبس ومنهم الشاعر والفارس عنترة بن شداد وفيها دارت معركة داحس والغبراء بين قبيلتي عبس وذبيان، وكذلك بها العديد من النقوش الثمودية. وتمتاز محافظة عيون الجواء بموقعها الاستراتيجي بين القصيم وحائل

## عيون الجواء في التاريخ
بعض آثارها:
النقوش الثمودية وجميعها كتبت على شكل خط عمودي أو أفقي فيما عدا واحد منها كتب بشكل مائل وعثر على بعض هذه النقوش في بعض المواقع، منها:
- موقع الحنادر، الذي يقع إلى الغرب من محافظة عيون الجواء بحوالي خمسة عشر كيلومتر، وقد عثر فيه على نصين كتبا على أكمتين حمراويتين رابضتين على رأس جال مشرف.
- موقع حصاة النصلة، وهي أكمة صخرية وعثر فيها على نصوص ثمودية، واشتهرت كذلك بأنها ملتقى عنترة بن شداد وعبلة، حيث تدل هذه النقوش على الأهمية التي كانت تتمتع بها المنطقة خلال الفترة من القرنين الثاني قبل الميلاد إلى الأول أو الثاني الميلادي، حيث أنها تدل على أن المنطقة قديمة الاستيطان.[3]

و مواقع أخرى مثل:
- المرقب: مبنى على مرتفع من الأرض كان يستخدم في القدم للمراقبة، وقد قامت البلدية بإعادة ترميمه وبناء أكبر خزان مياه لخدمة جميع السكان هناك.
- الاخدود، المحفور شمال أوثال وقد شق هذا الأخدود في الفترة التي كان فيها بني هلال في الزمن الغابر سكان هذه القرية حيث لا يزال موجود إلى هذه الأيام.
- مزارع عوائل الجواء، والتي تنتشر على أطراف هذه القرى والمحافظات وقد تكون هذه المزارع عتيقة العهد وقد يصل عمرها إلى مئات السنين.

كما تغنى بها الشعراء منذ عصور قديمة مثل:
- جبل ساق الجواء وصارة الذين ذكرهما زهير بن أبي سلمى في قوله:

- وقول عنترة بن شداد في معلقته:

- وامرؤ القيس في قوله:

- وقال الكميت:

- وذكرها كذلك النابغة الجعدي في قوله:

- وكذلك ذكرها الشاعر المخضرم حسان بن ثابت في جاهليته فقال:

## السكان
بلغ عدد سكان محافظة عيون الجواء (29,178) نسمة حسب تعداد السعودية 2022، عدد السعوديين (19,255) نسمة، وعدد غير السعوديين (9,923) نسمة.

## القرى التابعة لها
تتكون محافظة عيون الجواء من عدد من البلدان ومنها:
- غاف الجواء
- روض الجواء
- أوثال
- الطراق
- الكدادية
- البسيتين
- المخرم
- كبد
- الفيضة
- الحمادة

وترتبط هذه البلدان بروابط أسرية قوية، بل أقرب ما يعتبر سكانها أسرة واحدة.

## أمراء عيون الجِواء
1. الأمير عبد الرحمن العبد الله العجلان (جد الصعب)
2. الأمير يحيى بن عبد الله العبد الرحمن العجلان
3. الأمير عبد الرحمن الإبراهيم العجلان، وعرف براعي القليب.
4. الأمير عبد الله الحنيظل، وعرف بلقب عجاف.
5. الأمير عبد الله العلي العساف، وعرف بلقب هاتوش.
6. الأمير محمد العلي العساف
7. الأمير عبد الله بن عقيل بن ربيعة
8. الأمير محمد العساف
9. الأمير عبد الله بن محمد العساف (وهو جد وزير المالية السابق إبراهيم العساف)

بعد تأسيس المملكة العربية السعودية:-
1. الأمير عبد الله بن محمد العساف، كان أميرا قبل عهد الملك عبد العزيز واستمر أيضا بعد تولّي الملك عبد العزيز المُلك، وكان معروفا بالشجاعة والكرم والحنكة.
2. الأمير عثمان المحمد العساف، حكم لفترة أقل من ثلاثة أشهر.
3. الأمير يحيى بن عبد العزيز العقيل، وهو صديق خاص لأمير القصيم آنذاك عبد الله بن جلوي، ولم يكمل سنتين في الإمارة.
4. الأمير محمد بن حمد بن سليمان الرشيد، من عام 1337 حتى عام 1384.
5. الأمير سليمان بن محمد الرشيد، من عام 1384 حتى عام 1406.
6. الأستاذ محمد بن عبد الله الحجاج سابقا
7. سعادة اللواء محمد عثمان العساف

## وصلات خارجية
- مقطع فيديو يحوي تقرير عن المحافظة بشكل مختصر